# Młynów (Łódź)
Młynów [pronunciación en polaco: /ˈmwɨnuf/] es un pueblo en el distrito administrativo de Gmina Piątek, dentro del Distrito de Łęczyca, Voivodato de Łódź, en Polonia central. Se encuentra aproximadamente 3 kilómetros al sudoeste de Piątek, 19 kilómetros al este de Łęczyca, y 30 kilómetros al norte de la capital regional, Łódź.